# José da Costa Machado Sousa Ribeiro
José da Costa Machado Sousa Ribeiro (? — ?) foi um político brasileiro.
Foi presidente da província da Paraíba, de 2 de agosto a 9 de agosto de 1844.